# فهرست کشورهای جهان بر پایه نسبت جنسی جمعیت
| کشورهایی که در آن‌ها تعداد زنان از مردان بیشتر است. کشورهایی که در آن‌ها تعداد مردان با زنان برابر است. کشورهایی که در آن‌ها تعداد مردان از زنان بیشتر است. اطلاعات موجود نیست. |

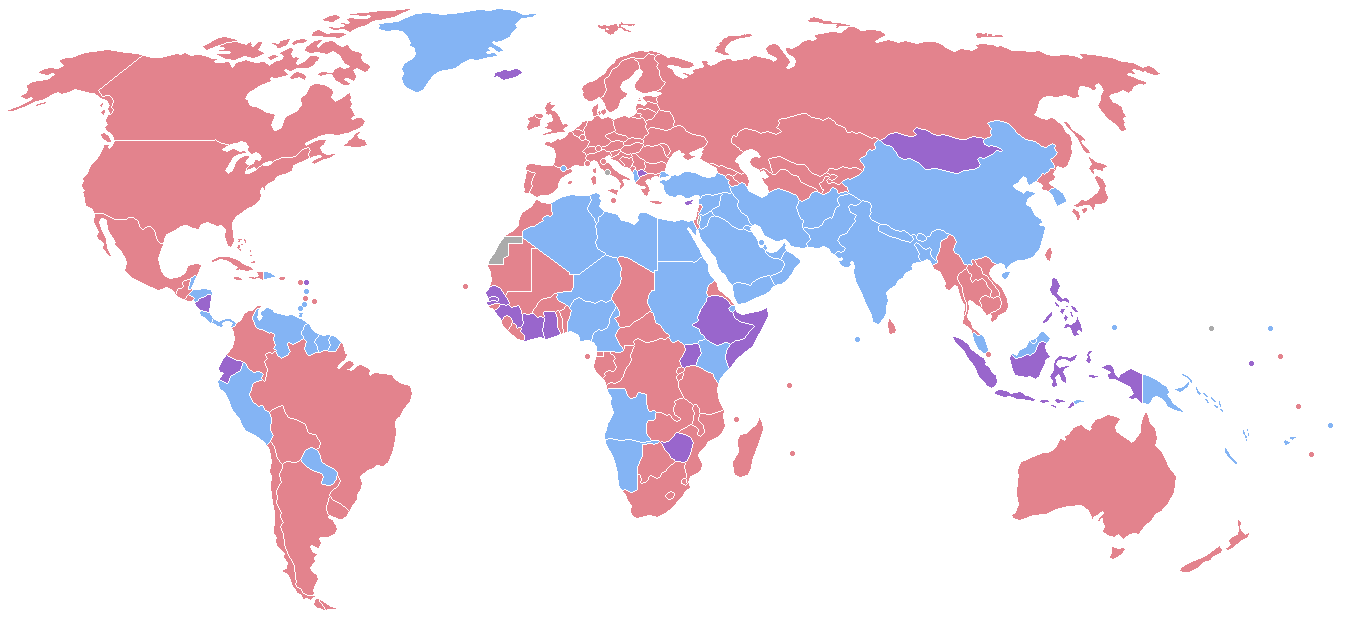
نقشهٔ نشان دهنده نسبت جنسی جمعیت در کشورهای مختلف جهان.

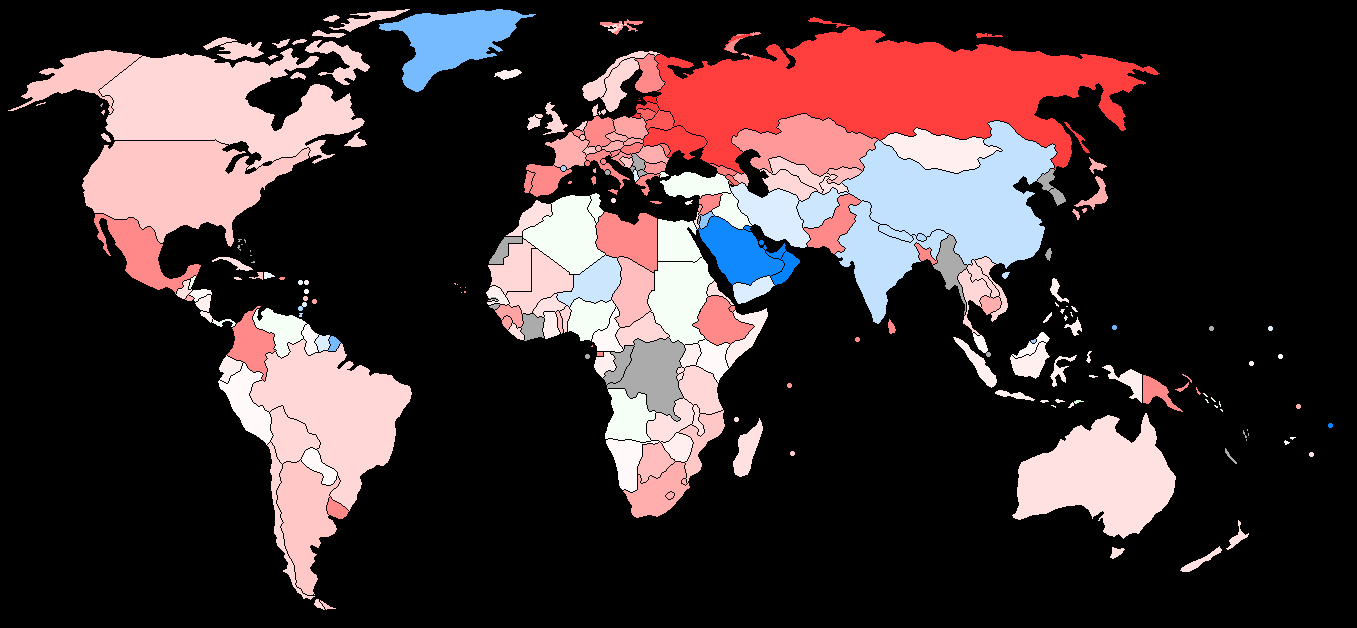
نسبت جنسی در کل جمعیت برای کشورهای دنیا. رنگ قرمز نشان دهنده تعداد زنان بیشتر, رنگ آبی نشان دهنده تعداد بیشتر مردان به زنان در مقابل میانگین جهانی 101 به 100.

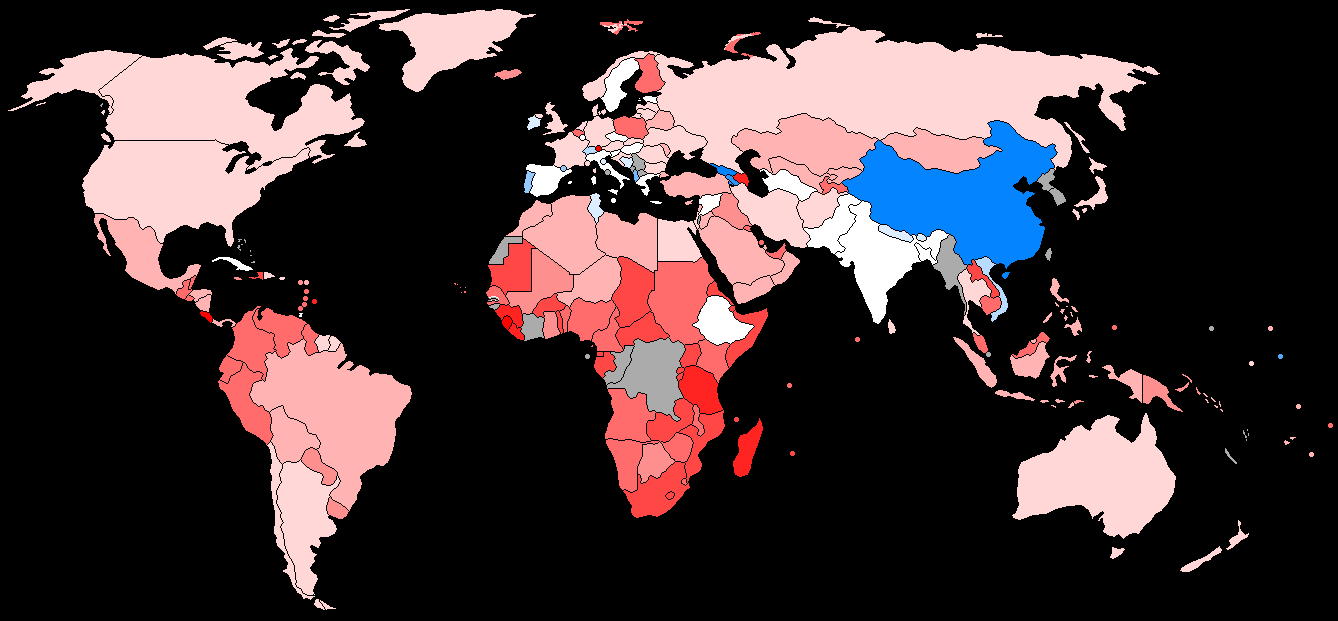
نسبت جنسی کل جمعیت به تفکیک کشورها. رنگ قرمز نشان دهنده جمعیت بیشتر زنان نسبت به میانگین جهانی و رنگ آبی نشان دهنده جمعیت بیشتر مردان نسبت به میانگین جهانی است. میانگین جهانی نسبت مردان به زنان ۱۰۱ مرد در مقابل ۱۰۲ زن است.

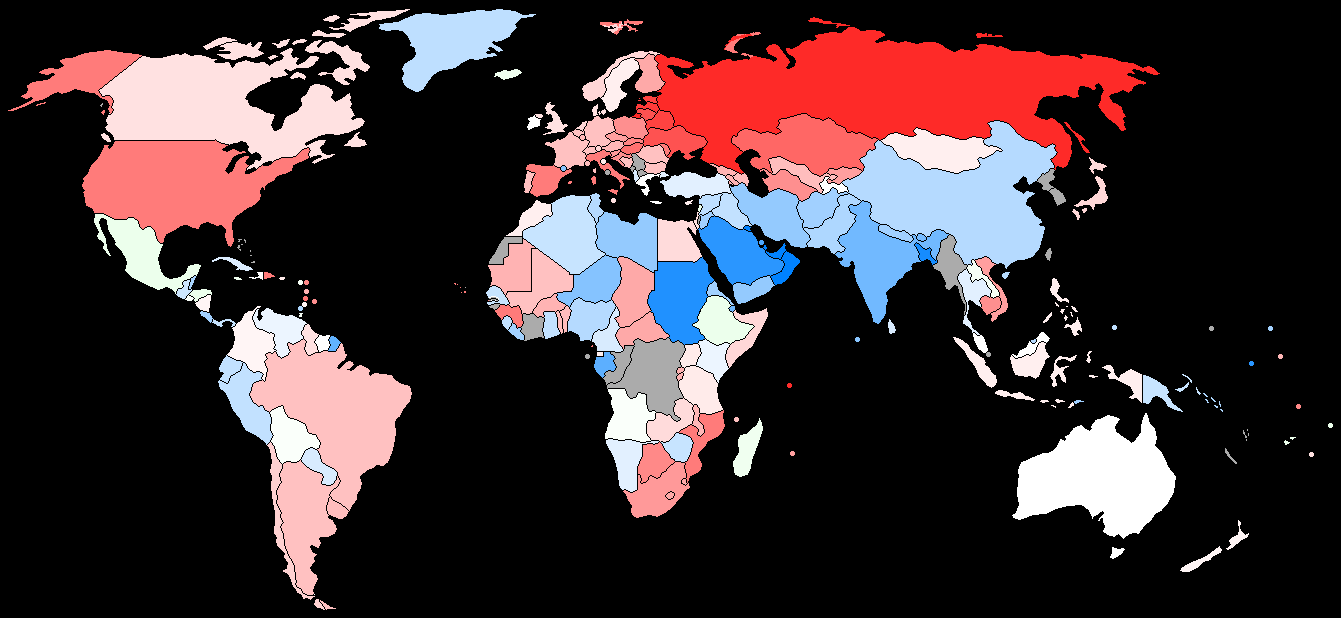
نسبت جنسی چمعیت بالای ۶۵ سال به تفکیک کشورها. رنگ قرمز نشان دهنده جمعیت بیشتر زنان نسبت به میانگین جهانی و رنگ آبی نشان دهنده جمعیت بیشتر مردان نسبت به میانگین جهانی است. میانگین جهانی نسبت مردان به زنان ۷۹ مرد در مقابل ۱۰۰ زن است.

لیست زیر شامل فهرستی از کشورهای جهان بر پایه نسبت جنسی جمعیت است. منظور از نسبت جنسی جمعیت تعداد مردان (افراد مذکر) در برابر تعداد زنان (افراد مؤنث) می‌باشد. میانگین جهانی نسبت تعداد مردان به زنان ۱۰۱ مرد در مقابل ۱۰۰ زن است.
| کشور/ناحیه                | در هنگام تولد (بر اساس تخمین سازمان سیا) | جمعیت زیر ۱۵ سال | جمعیت ۱۵ تا ۶۴ سال | جمعیت بالای ۶۵ سال | کل جمعیت | در هنگام تولد (بر اساس تخمین WDB) |
| ------------------------- | ---------------------------------------- | ---------------- | ------------------ | ------------------ | -------- | --------------------------------- |
| جهان                      | ۹۰                                       | ۱٫۰۶             | ۱٫۰۲               | ۰٫۷۸               | ۱٫۰۱     | ۱٫۰۷                              |
| افغانستان                 | ۱٫۰۵                                     | ۱٫۰۵             | ۱٫۰۵               | ۰٫۹۲               | ۱٫۰۴     | ۱٫۰۶                              |
| آنگولا                    | ۱٫۰۵                                     | ۱٫۰۲             | ۱٫۰۳               | ۰٫۷۹               | ۱٫۰۲     | ۱٫۰۳                              |
| آنگویلا                   | ۱٫۰۳۱                                    | ۱٫۰۵             | ۰٫۹                | ۰٫۹۳               | ۰٫۹۴     |                                   |
| آنتیگوآ و باربودا         | ۱٫۰۵                                     | ۱٫۰۳             | ۰٫۸۷               | ۰٫۷۶               | ۰٫۹      |                                   |
| آرژانتین                  | ۱٫۰۵۲                                    | ۱٫۰۵             | ۱                  | ۰٫۷                | ۰٫۹۷     | ۱٫۰۴                              |
| ارمنستان                  | ۱٫۱۲۴                                    | ۱٫۱۵             | ۰٫۸۸               | ۰٫۶۲               | ۰٫۸۹     | ۱٫۱۵                              |
| آروبا                     | ۱٫۰۲۱                                    | ۱٫۰۱             | ۰٫۹۲               | ۰٫۶۶               | ۰٫۹      | ۱٫۰۵                              |
| استرالیا                  | ۱٫۰۵۵                                    | ۱٫۰۵             | ۱٫۰۳               | ۰٫۸۴               | ۱        | ۱٫۰۶                              |
| اتریش                     | ۱٫۰۵۱                                    | ۱٫۰۵             | ۱٫۰۱               | ۰٫۷۱               | ۰٫۹۵     | ۱٫۰۶                              |
| جمهوری آذربایجان          | ۱٫۱۳                                     | ۱٫۱۶             | ۰٫۹۷               | ۰٫۵۸               | ۰٫۹۷     | ۱٫۱۶                              |
| باهاما                    | ۱٫۰۳                                     | ۱٫۰۳             | ۰٫۹۷               | ۰٫۶۲               | ۰٫۹۶     | ۱٫۰۶                              |
| بحرین                     | ۱٫۰۲۸                                    | ۱٫۰۲             | ۱٫۳۳               | ۱٫۱۳               | ۱٫۲۴     | ۱٫۰۵                              |
| بنگلادش                   | ۱٫۰۴                                     | ۱٫۰۱             | ۰٫۸۹               | ۰٫۹۳               | ۰٫۹۳     | ۱٫۰۵                              |
| باربادوس                  | ۱٫۰۱۳                                    | ۱                | ۰٫۹۷               | ۰٫۶۴               | ۰٫۹۴     | ۱٫۰۴                              |
| بلاروس                    | ۱٫۰۶۲                                    | ۱٫۰۶             | ۰٫۹۴               | ۰٫۴۷               | ۰٫۸۷     | ۱٫۰۶                              |
| بلژیک                     | ۱٫۰۴۵                                    | ۱٫۱۵             | ۱٫۰۲               | ۰٫۷۱               | ۰٫۹۶     | ۱٫۰۵                              |
| بلیز                      | ۱٫۰۵                                     | ۱٫۰۴             | ۱٫۰۲               | ۰٫۹۱               | ۱٫۰۳     | ۱٫۰۳                              |
| بنین                      | ۱٫۰۵                                     | ۱٫۰۴             | ۰٫۹۹               | ۰٫۶۹               | ۱        | ۱٫۰۴                              |
| برمودا                    | ۱٫۰۱۵                                    | ۱٫۰۰             | ۰٫۹۷               | ۰٫۷۱               | ۰٫۹۴     |                                   |
| بوتان (کشور)              | ۱٫۰۵                                     | ۱٫۰۴             | ۱٫۱۳               | ۱٫۱۲               | ۱٫۱      | ۱٫۰۴                              |
| بولیوی                    | ۱٫۰۵                                     | ۱٫۰۴             | ۰٫۹۶               | ۰٫۷۹               | ۰٫۹۸     | ۱٫۰۵                              |
| بوسنی و هرزگوین           | ۱٫۰۷۴                                    | ۱٫۰۷             | ۱٫۰۲               | ۰٫۶۹               | ۰٫۹۷     | ۱٫۰۷                              |
| بوتسوانا                  | ۱٫۰۳                                     | ۱٫۰۴             | ۱٫۰۲               | ۰٫۶۸               | ۱٫۰۱     | ۱٫۰۳                              |
| برزیل                     | ۱٫۰۵                                     | ۱٫۰۴             | ۰٫۹۸               | ۰٫۷۳               | ۰٫۹۸     | ۱٫۰۵                              |
| جزایر ویرجین انگلستان     | ۱٫۰۵                                     | ۱٫۰۳             | ۱٫۰۵               | ۱٫۰۷               | ۱٫۰۵     |                                   |
| برونئی                    | ۱٫۰۴۷                                    | ۱٫۰۶             | ۰٫۹۹               | ۰٫۹۴               | ۱        | ۱٫۰۶                              |
| بلغارستان                 | ۱٫۰۶                                     | ۱٫۰۵             | ۰٫۹۷               | ۰٫۶۸               | ۰٫۹۲     | ۱٫۰۶                              |
| بورکینافاسو               | ۱٫۰۳                                     | ۱٫۰۱             | ۱                  | ۰٫۶۴               | ۰٫۹۹     | ۱٫۰۵                              |
| میانمار                   | ۱٫۰۶                                     | ۱٫۰۴             | ۰٫۹۹               | ۰٫۷۷               | ۰٫۹۹     |                                   |
| بوروندی                   | ۱٫۰۳                                     | ۱٫۰۱             | ۰٫۹۷               | ۰٫۶۷               | ۰٫۹۸     | ۱٫۰۳                              |
| کامبوج                    | ۱٫۰۴۵                                    | ۱٫۰۲             | ۰٫۹۵               | ۰٫۶                | ۰٫۹۶     | ۱٫۰۵                              |
| کامرون                    | ۱٫۰۳                                     | ۱٫۰۲             | ۱٫۰۱               | ۰٫۸۵               | ۱٫۰۱     | ۱٫۰۳                              |
| کانادا                    | ۱٫۰۵۶                                    | ۱٫۰۵             | ۱٫۰۲               | ۰٫۷۸               | ۰٫۹۸     | ۱٫۰۵                              |
| کیپ ورد                   | ۱٫۰۳                                     | ۱٫۰۱             | ۰٫۹۴               | ۰٫۶۱               | ۰٫۹۴     | ۱٫۰۳                              |
| جزایر کیمن                | ۱٫۰۱۶                                    | ۱٫۰۱             | ۰٫۹۵               | ۰٫۸۹               | ۰٫۹۶     |                                   |
| جمهوری آفریقای مرکزی      | ۱٫۰۳                                     | ۱٫۰۱             | ۰٫۹۸               | ۰٫۶۷               | ۰٫۹۸     | ۱٫۰۳                              |
| چاد                       | ۱٫۰۴                                     | ۱٫۰۳             | ۰٫۸۵               | ۰٫۷۳               | ۰٫۹۲     | ۱٫۰۳                              |
| شیلی                      | ۱٫۰۵                                     | ۱٫۰۵             | ۱                  | ۰٫۷۲               | ۰٫۹۸     | ۱٫۰۴                              |
| چین                       | ۱٫۱۲                                     | ۱٫۱۷             | ۱٫۰۶               | ۰٫۹۳               | ۱٫۰۶     | ۱٫۱۹                              |
| کلمبیا                    | ۱٫۰۶                                     | ۱٫۰۵             | ۰٫۹۷               | ۰٫۷۴               | ۰٫۹۸     | ۱٫۰۵                              |
| کومور                     | ۱٫۰۳                                     | ۱٫۰۱             | ۰٫۹۸               | ۰٫۸۳               | ۰٫۹۸     | ۱٫۰۵                              |
| جمهوری دموکراتیک کنگو     | ۱٫۰۳                                     | ۱٫۰۱             | ۰٫۹۹               | ۰٫۶۹               | ۰٫۹۹     | ۱٫۰۳                              |
| جمهوری کنگو               | ۱٫۰۳                                     | ۱٫۰۱             | ۰٫۹۹               | ۰٫۷                | ۰٫۹۹     | ۱٫۰۳                              |
| جزایر کوک                 | ۱٫۰۴۸                                    | ۱٫۱۳             | ۱٫۰۷               | ۰٫۹۶               | ۱٫۰۷     |                                   |
| کاستاریکا                 | ۱٫۰۵                                     | ۱٫۰۵             | ۱٫۰۱               | ۰٫۸۶               | ۱٫۰۱     | ۱٫۰۵                              |
| ساحل عاج                  | ۱٫۰۳                                     | ۱٫۰۲             | ۱٫۰۴               | ۰٫۹۹               | ۱٫۰۳     | ۱٫۰۲                              |
| کرواسی                    | ۱٫۰۵۵                                    | ۱٫۰۶             | ۰٫۹۹               | ۰٫۶۴               | ۰٫۹۳     | ۱٫۰۶                              |
| کوبا                      | ۱٫۰۶                                     | ۱٫۰۶             | ۱                  | ۰٫۸۳               | ۰٫۹۹     | ۱٫۰۶                              |
| قبرس                      | ۱٫۰۵                                     | ۱٫۰۶             | ۱٫۰۸               | ۰٫۷۷               | ۱٫۰۴     | ۱٫۰۷                              |
| جمهوری چک                 | ۱٫۰۵۹                                    | ۱٫۰۶             | ۱٫۰۱               | ۰٫۶۶               | ۰٫۹۵     | ۱٫۰۶                              |
| دانمارک                   | ۱٫۰۵۵                                    | ۱٫۰۵             | ۱٫۰۱               | ۰٫۷۸               | ۰٫۹۸     | ۱٫۰۶                              |
| جیبوتی                    | ۱٫۰۳                                     | ۱                | ۰٫۸                | ۰٫۸۱               | ۰٫۸۶     | ۱٫۰۴                              |
| دومینیکا                  | ۱٫۰۵                                     | ۱٫۰۴             | ۱٫۰۵               | ۰٫۷۶               | ۱٫۰۲     |                                   |
| جمهوری دومینیکن           | ۱٫۰۴                                     | ۱٫۰۴             | ۱٫۰۴               | ۰٫۸۶               | ۱٫۰۳     | ۱٫۰۵                              |
| اکوادور                   | ۱٫۰۵                                     | ۱٫۰۴             | ۰٫۹۷               | ۰٫۹۳               | ۰٫۹۹     | ۱٫۰۵                              |
| مصر                       | ۱٫۰۵                                     | ۱٫۰۵             | ۱٫۰۳               | ۰٫۸۳               | ۱٫۰۳     | ۱٫۰۵                              |
| السالوادور                | ۱٫۰۵                                     | ۱٫۰۵             | ۰٫۸۹               | ۰٫۸۱               | ۰٫۹۳     | ۱٫۰۵                              |
| گینه استوایی              | ۱٫۰۳                                     | ۱٫۰۳             | ۰٫۹۷               | ۰٫۷۸               | ۰٫۹۹     | ۱٫۰۳                              |
| اریتره                    | ۱٫۰۳                                     | ۱٫۰۱             | ۰٫۹۶               | ۰٫۸۲               | ۰٫۹۸     | ۱٫۰۳                              |
| استونی                    | ۱٫۰۶۳                                    | ۱٫۰۶             | ۰٫۹۱               | ۰٫۴۹               | ۰٫۸۴     | ۱٫۰۶                              |
| اتیوپی                    | ۱٫۰۳                                     | ۱                | ۰٫۹۶               | ۰٫۷۵               | ۰٫۹۷     | ۱٫۰۳                              |
| اتحادیه اروپا             | ۱٫۰۶                                     | ۱٫۰۵             | ۱                  | ۰٫۷۳               | ۰٫۹۵     | ۱٫۰۶                              |
| جزایر فارو                | ۱٫۰۷۱                                    | ۱٫۰۷             | ۱٫۱۵               | ۰٫۹                | ۱٫۰۹     |                                   |
| فیجی                      | ۱٫۰۵                                     | ۱٫۰۴             | ۱                  | ۰٫۸۱               | ۱        | ۱٫۰۶                              |
| فنلاند                    | ۱٫۰۴                                     | ۱٫۰۴             | ۱٫۰۲               | ۰٫۶۹               | ۰٫۹۶     | ۱٫۰۵                              |
| فرانسه                    | ۱٫۰۵۱                                    | ۱٫۰۵             | ۱                  | ۰٫۷۲               | ۰٫۹۶     | ۱٫۰۵                              |
| پلی‌نزی فرانسه             | ۱٫۰۵                                     | ۱٫۰۴             | ۱٫۰۷               | ۱٫۰۲               | ۱٫۰۶     | ۱٫۰۵                              |
| گابن                      | ۱٫۰۳                                     | ۱٫۰۱             | ۱                  | ۰٫۷۲               | ۰٫۹۹     | ۱٫۰۳                              |
| گامبیا                    | ۱٫۰۳                                     | ۱٫۰۱             | ۰٫۹۸               | ۰٫۹۸               | ۱        | ۱٫۰۳                              |
| نوار غزه                  | ۱٫۰۶                                     | ۱٫۰۶             | ۱٫۰۵               | ۰٫۶۸               | ۱٫۰۴     | ۱٫۰۵                              |
| گرجستان                   | ۱٫۱۱۳                                    | ۱٫۱۵             | ۰٫۹۳               | ۰٫۶۶               | ۰٫۹۱     | ۱٫۱۱                              |
| آلمان                     | ۱٫۰۵۵                                    | ۱٫۰۵             | ۱٫۰۴               | ۰٫۷۲               | ۰٫۹۷     | ۱٫۰۶                              |
| غنا                       | ۱٫۰۳                                     | ۱٫۰۲             | ۱                  | ۰٫۸۴               | ۱        | ۱٫۰۶                              |
| جبل طارق                  | ۱٫۰۷                                     | ۱٫۰۶             | ۱٫۰۲               | ۰٫۹۳               | ۱٫۰۱     |                                   |
| یونان                     | ۱٫۰۶۴                                    | ۱٫۰۶             | ۱                  | ۰٫۷۸               | ۰٫۹۶     | ۱٫۰۷                              |
| گرینلند                   | ۱٫۰۵۱                                    | ۱٫۰۳             | ۱٫۱۵               | ۱٫۰۵               | ۱٫۱۲     |                                   |
| گرنادا                    | ۱٫۰۹۸                                    | ۱٫۰۵             | ۱٫۰۴               | ۰٫۸۲               | ۱٫۰۲     | ۱٫۰۵                              |
| گوآم                      | ۱٫۰۶                                     | ۱٫۰۷             | ۱٫۰۴               | ۰٫۸۵               | ۱٫۰۳     | ۱٫۰۶                              |
| گواتمالا                  | ۱٫۰۵                                     | ۱٫۰۴             | ۰٫۹۴               | ۰٫۸۶               | ۰٫۹۷     | ۱٫۰۵                              |
| گرنزی                     | ۱٫۰۵                                     | ۱٫۰۳             | ۰٫۹۸               | ۰٫۷۷               | ۰٫۹۵     |                                   |
| گینه                      | ۱٫۰۳                                     | ۱٫۰۲             | ۱                  | ۰٫۷۸               | ۱        | ۱٫۰۶                              |
| گینه بیسائو               | ۱٫۰۳                                     | ۱                | ۰٫۹۳               | ۰٫۶۶               | ۰٫۹۵     | ۱٫۰۳                              |
| گویان                     | ۱٫۰۵                                     | ۱٫۰۴             | ۱                  | ۰٫۷۱               | ۱        | ۱٫۰۵                              |
| هائیتی                    | ۱٫۰۱۱                                    | ۱٫۰۲             | ۰٫۹۹               | ۰٫۶۲               | ۰٫۹۸     | ۱٫۰۵                              |
| هندوراس                   | ۱٫۰۵                                     | ۱٫۰۴             | ۱٫۰۱               | ۰٫۸۱               | ۱٫۰۱     | ۱٫۰۵                              |
| هنگ کنگ                   | ۱٫۰۷۵                                    | ۱٫۰۹             | ۰٫۹۴               | ۰٫۸۸               | ۰٫۹۵     | ۱٫۰۷                              |
| مجارستان                  | ۱٫۰۵۷                                    | ۱٫۰۶             | ۰٫۹۸               | ۰٫۵۷               | ۰٫۹۱     | ۱٫۰۶                              |
| ایسلند                    | ۱٫۰۴                                     | ۱٫۰۳             | ۱٫۰۲               | ۰٫۸۳               | ۱        | ۱٫۰۵                              |
| هند                       | ۱٫۱۲                                     | ۱٫۱۳             | ۱٫۰۷               | ۰٫۹                | ۱٫۰۸     | ۱٫۰۸                              |
| اندونزی                   | ۱٫۰۵                                     | ۱٫۰۳             | ۱٫۰۱               | ۰٫۸                | ۱        | ۱٫۰۵                              |
| ایران                     | ۱٫۰۵                                     | ۱٫۰۵             | ۱٫۰۲               | ۰٫۹۲               | ۱٫۰۲     | ۱٫۰۵                              |
| عراق                      | ۱٫۰۵                                     | ۱٫۰۳             | ۱٫۰۳               | ۰٫۹                | ۱٫۰۲     | ۱٫۰۷                              |
| جمهوری ایرلند             | ۱٫۰۷                                     | ۱٫۰۷             | ۱                  | ۰٫۸۱               | ۰٫۹۹     | ۱٫۰۷                              |
| جزیره من                  | ۱٫۰۵                                     | ۱٫۰۵             | ۱٫۰۱               | ۰٫۷                | ۰٫۹۶     |                                   |
| اسرائیل                   | ۱٫۰۵                                     | ۱٫۰۵             | ۱٫۰۳               | ۰٫۷۷               | ۱        | ۱٫۰۵                              |
| ایتالیا                   | ۱٫۰۷                                     | ۱٫۰۶             | ۱٫۰۳               | ۰٫۷۲               | ۰٫۹۶     | ۱٫۰۶                              |
| جامائیکا                  | ۱٫۰۵                                     | ۱٫۰۳             | ۰٫۹۷               | ۰٫۸۱               | ۰٫۹۸     | ۱٫۰۵                              |
| ژاپن                      | ۱٫۰۶                                     | ۱٫۰۶             | ۱٫۰۲               | ۰٫۷۴               | ۰٫۹۵     | ۱٫۰۶                              |
| جرزی                      | ۱٫۰۸                                     | ۱٫۰۸             | ۱                  | ۰٫۸                | ۰٫۹۷     |                                   |
| اردن                      | ۱٫۰۶                                     | ۱٫۰۴             | ۱٫۱۵               | ۰٫۹۳               | ۱٫۱      | ۱٫۰۵                              |
| قزاقستان                  | ۱٫۰۶                                     | ۱٫۰۴             | ۰٫۹۵               | ۰٫۵۴               | ۰٫۹۳     | ۱٫۰۷                              |
| کنیا                      | ۱٫۰۲                                     | ۱٫۰۱             | ۱٫۰۱               | ۰٫۸۴               | ۱        | ۱٫۰۳                              |
| کیریباتی                  | ۱٫۰۵                                     | ۱٫۰۳             | ۰٫۹۸               | ۰٫۷۴               | ۰٫۹۹     | ۱٫۰۵                              |
| کره شمالی                 | ۱٫۰۶                                     | ۱٫۰۳             | ۰٫۹۸               | ۰٫۶۳               | ۰٫۹۵     | ۱٫۰۵                              |
| کره جنوبی                 | ۱٫۰۷                                     | ۱٫۱              | ۱٫۰۴               | ۰٫۶۷               | ۱        | ۱٫۱۰                              |
| کویت                      | ۱٫۰۴                                     | ۱٫۰۴             | ۱٫۷۸               | ۱٫۶۶               | ۱٫۵۴     | ۱٫۰۳                              |
| قرقیزستان                 | ۱٫۰۵                                     | ۱٫۰۴             | ۰٫۹۶               | ۰٫۶۴               | ۰٫۹۶     | ۱٫۰۶                              |
| لائوس                     | ۱٫۰۴                                     | ۱٫۰۱             | ۰٫۹۸               | ۰٫۷۶               | ۰٫۹۸     | ۱٫۰۵                              |
| لتونی                     | ۱٫۰۵                                     | ۱٫۰۵             | ۰٫۹۵               | ۰٫۴۹               | ۰٫۸۶     | ۱٫۰۵                              |
| لبنان                     | ۱٫۰۵                                     | ۱٫۰۴             | ۰٫۹۸               | ۰٫۸۲               | ۰٫۹۷     | ۱٫۰۵                              |
| لسوتو                     | ۱٫۰۳                                     | ۱٫۰۱             | ۰٫۹۶               | ۰٫۶۶               | ۰٫۹۶     | ۱٫۰۳                              |
| لیبریا                    | ۱٫۰۳                                     | ۱                | ۰٫۹۸               | ۰٫۹۴               | ۰٫۹۹     | ۱٫۰۶                              |
| لیبی                      | ۱٫۰۵                                     | ۱٫۰۴             | ۱٫۰۶               | ۰٫۹۶               | ۱٫۰۵     | ۱٫۰۶                              |
| لیختن‌اشتاین               | ۱٫۲۶                                     | ۱٫۰۹             | ۰٫۹۹               | ۰٫۷۶               | ۰٫۹۴     |                                   |
| لیتوانی                   | ۱٫۰۶                                     | ۱٫۰۵             | ۰٫۹۶               | ۰٫۵۳               | ۰٫۸۹     | ۱٫۰۵                              |
| لوکزامبورگ                | ۱٫۰۷                                     | ۱٫۰۶             | ۱٫۰۲               | ۰٫۷                | ۰٫۹۷     | ۱٫۰۶                              |
| ماکائو                    | ۱٫۰۵                                     | ۱٫۱۴             | ۰٫۸۸               | ۰٫۸۸               | ۰٫۹۲     | ۱٫۰۵                              |
| مقدونیه شمالی             | ۱٫۰۸                                     | ۱٫۰۸             | ۱٫۰۲               | ۰٫۷۷               | ۱        | ۱٫۰۸                              |
| ماداگاسکار                | ۱٫۰۳                                     | ۱٫۰۱             | ۰٫۹۹               | ۰٫۸                | ۰٫۹۹     | ۱٫۰۳                              |
| مالاوی                    | ۱٫۰۲                                     | ۱                | ۱٫۰۱               | ۰٫۷۴               | ۱        | ۱٫۰۳                              |
| مالزی                     | ۱٫۰۷                                     | ۱٫۰۶             | ۱٫۰۱               | ۰٫۷۹               | ۱٫۰۱     | ۱٫۰۶                              |
| مالدیو                    | ۱٫۰۵                                     | ۱٫۰۴             | ۱٫۰۴               | ۱                  | ۱٫۰۵     | ۱٫۰۶                              |
| مالی                      | ۱٫۰۳                                     | ۱٫۰۲             | ۰٫۹۹               | ۰٫۶۴               | ۰٫۹۹     | ۱٫۰۵                              |
| مالت                      | ۱٫۰۶                                     | ۱٫۰۶             | ۱٫۰۳               | ۰٫۷۶               | ۰٫۹۹     | ۱٫۰۶                              |
| جزایر مارشال              | ۱٫۰۵                                     | ۱٫۰۴             | ۱٫۰۵               | ۰٫۹۴               | ۱٫۰۴     |                                   |
| موریتانی                  | ۱٫۰۳                                     | ۱٫۰۱             | ۰٫۸۹               | ۰٫۷۴               | ۰٫۹۳     | ۱٫۰۵                              |
| موریس                     | ۱٫۰۵                                     | ۱٫۰۳             | ۰٫۹۹               | ۰٫۶۷               | ۰٫۹۷     | ۱٫۰۴                              |
| مایوت                     | ۱٫۰۳                                     | ۱٫۰۱             | ۱٫۱۶               | ۱٫۰۴               | ۱٫۰۸     | ۱٫۰۳                              |
| مکزیک                     | ۱٫۰۵                                     | ۱٫۰۴             | ۰٫۹۴               | ۰٫۸۲               | ۰٫۹۶     | ۱٫۰۵                              |
| ایالات فدرال میکرونزی     | ۱٫۰۵                                     | ۱٫۰۳             | ۰٫۹۹               | ۰٫۷۴               | ۱        | ۱٫۰۷                              |
| مولدووا                   | ۱٫۰۶                                     | ۱٫۰۶             | ۰٫۹۴               | ۰٫۵۸               | ۰٫۹۱     | ۱٫۰۶                              |
| موناکو                    | ۱٫۰۶                                     | ۱٫۰۵             | ۰٫۹۸               | ۰٫۶۸               | ۰٫۹۱     |                                   |
| مغولستان                  | ۱٫۰۵                                     | ۱٫۰۴             | ۱                  | ۰٫۷۷               | ۱        | ۱٫۰۳                              |
| مونته‌نگرو                 | ۱٫۰۷۲                                    | ۰٫۹۶             | ۱٫۰۸               | ۰٫۶۸               | ۰٫۹۹     | ۱٫۰۸                              |
| مونتسرات                  | ۱٫۰۳                                     | ۱٫۰۸             | ۰٫۹۲               | ۱٫۹۵               | ۱٫۰۱     |                                   |
| مراکش                     | ۱٫۰۵                                     | ۱٫۰۴             | ۱                  | ۰٫۷۵               | ۰٫۹۹     | ۱٫۰۶                              |
| موزامبیک                  | ۱٫۰۲                                     | ۱٫۰۱             | ۰٫۹۶               | ۰٫۷۱               | ۰٫۹۷     | ۱٫۰۳                              |
| نامیبیا                   | ۱٫۰۳                                     | ۱٫۰۲             | ۱٫۰۲               | ۰٫۸۱               | ۱٫۰۱     | ۱٫۰۳                              |
| نائورو                    | ۱٫۰۵                                     | ۱٫۰۴             | ۰٫۹۷               | ۱٫۰۴               | ۱        |                                   |
| نپال                      | ۱٫۰۴                                     | ۱٫۰۴             | ۰٫۹۲               | ۰٫۸۹               | ۰٫۹۶     | ۱٫۰۵                              |
| هلند                      | ۱٫۰۵                                     | ۱٫۰۵             | ۱٫۰۲               | ۰٫۷۶               | ۰٫۹۸     | ۱٫۰۶                              |
| آنتیل هلند                | ۱٫۰۵                                     | ۱٫۰۵             | ۰٫۹۳               | ۰٫۶۸               | ۰٫۹۳     |                                   |
| کالدونیای جدید            | ۱٫۰۵                                     | ۱٫۰۴             | ۱٫۰۱               | ۰٫۸۶               | ۱٫۰۱     | ۱٫۰۵                              |
| نیوزیلند                  | ۱٫۰۵                                     | ۱٫۰۵             | ۱                  | ۰٫۸۴               | ۰٫۹۹     | ۱٫۰۶                              |
| نیکاراگوئه                | ۱٫۰۵                                     | ۱٫۰۴             | ۱                  | ۰٫۷۸               | ۱        | ۱٫۰۵                              |
| نیجر                      | ۱٫۰۳                                     | ۱٫۰۲             | ۰٫۹۹               | ۰٫۸۱               | ۱        | ۱٫۰۵                              |
| نیجریه                    | ۱٫۰۶                                     | ۱٫۰۵             | ۱٫۰۴               | ۰٫۹۴               | ۱٫۰۴     | ۱٫۰۶                              |
| جزایر ماریانای شمالی      | ۱٫۰۶                                     | ۱٫۱              | ۰٫۸۵               | ۱٫۰۸               | ۰٫۷۴     |                                   |
| نروژ                      | ۱٫۰۵                                     | ۱٫۰۵             | ۱٫۰۳               | ۰٫۷۵               | ۰٫۹۸     | ۱٫۰۶                              |
| عمان                      | ۱٫۰۵                                     | ۱٫۰۴             | ۱٫۳۸               | ۱٫۳۲               | ۱٫۲۲     | ۱٫۰۵                              |
| پاکستان                   | ۱٫۰۵                                     | ۱٫۰۶             | ۱٫۰۵               | ۰٫۸۸               | ۱٫۰۹     | ۱٫۰۵                              |
| پالائو                    | ۱٫۰۶                                     | ۱٫۰۶             | ۱٫۲۶               | ۰٫۴۵               | ۱٫۱۴     |                                   |
| پاناما                    | ۱٫۰۴                                     | ۱٫۰۴             | ۱٫۰۲               | ۰٫۸۷               | ۱٫۰۲     | ۱٫۰۵                              |
| پاپوآ گینه نو             | ۱٫۰۵                                     | ۱٫۰۳             | ۱٫۰۶               | ۰٫۸۶               | ۱٫۰۴     | ۱٫۰۸                              |
| پاراگوئه                  | ۱٫۰۵                                     | ۱٫۰۳             | ۱٫۰۱               | ۰٫۸۶               | ۱٫۰۱     | ۱٫۰۵                              |
| پرو                       | ۱٫۰۵                                     | ۱٫۰۴             | ۱٫۰۱               | ۰٫۸۹               | ۱٫۰۱     | ۱٫۰۵                              |
| فیلیپین                   | ۱٫۰۵                                     | ۱٫۰۴             | ۱                  | ۰٫۷۶               | ۱        | ۱٫۰۶                              |
| لهستان                    | ۱٫۰۶                                     | ۱٫۰۶             | ۰٫۹۹               | ۰٫۶۲               | ۰٫۹۴     | ۱٫۰۶                              |
| پرتغال                    | ۱٫۰۷                                     | ۱٫۰۹             | ۰٫۹۹               | ۰٫۷                | ۰٫۹۵     | ۱٫۰۶                              |
| پورتوریکو                 | ۱٫۰۵                                     | ۱٫۰۵             | ۰٫۹۳               | ۰٫۷۶               | ۰٫۹۲     | ۱٫۰۵                              |
| قطر                       | ۱٫۰۶                                     | ۱٫۰۶             | ۲٫۴۶               | ۱٫۳۸               | ۲        | ۱٫۰۴                              |
| رومانی                    | ۱٫۰۶                                     | ۱٫۰۵             | ۰٫۹۹               | ۰٫۶۹               | ۰٫۹۵     | ۱٫۰۶                              |
| روسیه                     | ۱٫۰۶                                     | ۱٫۰۵             | ۰٫۹۲               | ۰٫۴۴               | ۰٫۸۶     | ۱٫۰۶                              |
| رواندا                    | ۱٫۰۳                                     | ۱٫۰۱             | ۱                  | ۰٫۶۶               | ۰٫۹۹     | ۱٫۰۱                              |
| سنت بارثلمی               | ۱٫۰۵                                     | ۱٫۰۶             | ۱٫۱۹               | ۰٫۹۹               | ۱٫۱۴     |                                   |
| سینت هلینا                | ۱٫۰۵                                     | ۱٫۰۴             | ۱٫۰۴               | ۰٫۹                | ۱٫۰۳     |                                   |
| سنت کیتس و نویس           | ۱٫۰۶                                     | ۱٫۰۵             | ۱                  | ۰٫۷۲               | ۰٫۹۹     |                                   |
| سنت لوسیا                 | ۱٫۰۶                                     | ۱٫۰۵             | ۰٫۹۴               | ۰٫۸۲               | ۰٫۹۶     | ۱٫۰۳                              |
| سنت مارتین                | ۱٫۰۴                                     | ۰٫۹۹             | ۰٫۹۱               | ۰٫۸۱               | ۰٫۹۲     |                                   |
| سنت پیر و ماژلان          | ۱٫۰۵                                     | ۱٫۰۴             | ۱٫۰۳               | ۰٫۸۶               | ۱٫۰۱     |                                   |
| سنت وینسنت و گرنادین‌ها    | ۱٫۰۳                                     | ۱٫۰۲             | ۱٫۰۶               | ۰٫۸۲               | ۱٫۰۳     | ۱٫۰۳                              |
| ساموآ                     | ۱٫۰۵                                     | ۱٫۰۴             | ۱٫۱                | ۰٫۸                | ۱٫۰۶     | ۱٫۰۸                              |
| سان مارینو                | ۱٫۰۹                                     | ۱٫۰۸             | ۰٫۹۲               | ۰٫۷۶               | ۰٫۹۱     |                                   |
| سائوتومه و پرنسیپ         | ۱٫۰۳                                     | ۱٫۰۳             | ۰٫۹۴               | ۰٫۸۲               | ۰٫۹۸     | ۱٫۰۳                              |
| عربستان سعودی             | ۱٫۰۵                                     | ۱٫۰۴             | ۱٫۲۹               | ۱٫۰۶               | ۱٫۱۸     | ۱٫۰۳                              |
| سنگال                     | ۱٫۰۳                                     | ۱٫۰۱             | ۰٫۹۸               | ۰٫۸۸               | ۰٫۹۹     | ۱٫۰۳                              |
| صربستان                   | ۱٫۰۷                                     | ۱٫۰۷             | ۱                  | ۰٫۷                | ۰٫۹۵     | ۱٫۰۸                              |
| سیشل                      | ۱٫۰۳                                     | ۱٫۰۵             | ۱٫۰۸               | ۰٫۵۹               | ۱٫۰۳     |                                   |
| سیرالئون                  | ۱٫۰۳                                     | ۰٫۹۶             | ۰٫۹۲               | ۰٫۸۴               | ۰٫۹۴     | ۱٫۰۲                              |
| سنگاپور                   | ۱٫۰۸                                     | ۱٫۰۸             | ۰٫۹۵               | ۰٫۸                | ۰٫۹۵     | ۱٫۰۷                              |
| اسلواکی                   | ۱٫۰۵                                     | ۱٫۰۵             | ۰٫۹۹               | ۰٫۶                | ۰٫۹۴     | ۱٫۰۵                              |
| اسلوونی                   | ۱٫۰۷                                     | ۱٫۰۶             | ۱٫۰۲               | ۰٫۶۴               | ۰٫۹۵     | ۱٫۰۵                              |
| جزایر سلیمان              | ۱٫۰۵                                     | ۱٫۰۴             | ۱٫۰۲               | ۰٫۹                | ۱٫۰۲     | ۱٫۰۹                              |
| سومالی                    | ۱٫۰۳                                     | ۱                | ۱                  | ۰٫۷۲               | ۱        | ۱٫۰۳                              |
| آفریقای جنوبی             | ۱٫۰۲                                     | ۱                | ۱٫۰۲               | ۰٫۶۹               | ۰٫۹۹     | ۱٫۰۳                              |
| اسپانیا                   | ۱٫۰۷                                     | ۱٫۰۶             | ۱٫۰۱               | ۰٫۷۲               | ۰٫۹۶     | ۱٫۰۶                              |
| سری‌لانکا                  | ۱٫۰۴                                     | ۱٫۰۴             | ۰٫۹۶               | ۰٫۸۷               | ۰٫۹۷     | ۱٫۰۴                              |
| سودان                     | ۱٫۰۵                                     | ۱٫۰۴             | ۱٫۰۱               | ۱٫۰۷               | ۱٫۰۳     | ۱٫۰۵                              |
| سورینام                   | ۱٫۰۷                                     | ۱٫۰۴             | ۰٫۹۹               | ۰٫۷۶               | ۰٫۹۹     | ۱٫۰۸                              |
| اسواتینی                  | ۱٫۰۳                                     | ۱٫۰۲             | ۰٫۹۳               | ۰٫۵۹               | ۰٫۹۵     | ۱٫۰۳                              |
| سوئد                      | ۱٫۰۶                                     | ۱٫۰۶             | ۱٫۰۳               | ۰٫۷۹               | ۰٫۹۸     | ۱٫۰۶                              |
| سوئیس                     | ۱٫۰۵                                     | ۱٫۰۸             | ۱٫۰۲               | ۰٫۷۱               | ۰٫۹۷     | ۱٫۰۶                              |
| سوریه                     | ۱٫۰۶                                     | ۱٫۰۶             | ۱٫۰۵               | ۰٫۸۹               | ۱٫۰۵     | ۱٫۰۵                              |
| تایوان                    | ۱٫۰۹                                     | ۱٫۰۸             | ۱٫۰۲               | ۰٫۹۴               | ۱٫۰۲     |                                   |
| تاجیکستان                 | ۱٫۰۵                                     | ۱٫۰۴             | ۰٫۹۸               | ۰٫۷۴               | ۰٫۹۹     | ۱٫۰۵                              |
| تانزانیا                  | ۱٫۰۳                                     | ۱                | ۰٫۹۷               | ۰٫۷۸               | ۰٫۹۸     | ۱٫۰۳                              |
| تایلند                    | ۱٫۰۵                                     | ۱٫۰۵             | ۰٫۹۸               | ۰٫۸۳               | ۰٫۹۸     | ۱٫۰۶                              |
| تیمور شرقی                | ۱٫۰۵                                     | ۱٫۰۳             | ۱٫۰۴               | ۰٫۹۱               | ۱٫۰۳     | ۱٫۰۵                              |
| توگو                      | ۱٫۰۳                                     | ۱٫۰۱             | ۰٫۹۶               | ۰٫۶۵               | ۰٫۹۷     | ۱٫۰۲                              |
| تونگا                     | ۱٫۰۵                                     | ۱٫۰۴             | ۰٫۹۹               | ۰٫۷۱               | ۰٫۹۹     | ۱٫۰۵                              |
| ترینیداد و توباگو         | ۱٫۰۳                                     | ۱٫۰۵             | ۱٫۰۵               | ۰٫۷۵               | ۱٫۰۲     | ۱٫۰۴                              |
| تونس                      | ۱٫۰۷                                     | ۱٫۰۷             | ۱٫۰۱               | ۰٫۸۷               | ۱٫۰۱     | ۱٫۰۵                              |
| ترکیه                     | ۱٫۰۵                                     | ۱٫۰۵             | ۱٫۰۲               | ۰٫۸۴               | ۱٫۰۲     | ۱٫۰۵                              |
| ترکمنستان                 | ۱٫۰۵                                     | ۱٫۰۲             | ۰٫۹۸               | ۰٫۷۷               | ۰٫۹۸     | ۱٫۰۵                              |
| جزایر تورکس و کایکوس      | ۱٫۰۵                                     | ۱٫۰۴             | ۱٫۱                | ۰٫۹۵               | ۱٫۰۷     |                                   |
| تووالو                    | ۱٫۰۵                                     | ۱٫۰۴             | ۰٫۹۶               | ۰٫۵۹               | ۰٫۹۶     |                                   |
| اوگاندا                   | ۱٫۰۳                                     | ۱٫۰۱             | ۱٫۰۱               | ۰٫۷۱               | ۱        | ۱٫۰۳                              |
| اوکراین                   | ۱٫۰۶                                     | ۱٫۰۶             | ۰٫۹۲               | ۰٫۵                | ۰٫۸۶     | ۱٫۰۶                              |
| امارات متحده عربی         | ۱٫۰۵                                     | ۱٫۰۵             | ۲٫۷۴               | ۱٫۸۲               | ۲٫۱۹     | ۱٫۰۵                              |
| بریتانیا                  | ۱٫۰۵                                     | ۱٫۰۵             | ۱٫۰۳               | ۰٫۷۶               | ۰٫۹۸     | ۱٫۰۵                              |
| ایالات متحده آمریکا       | ۱٫۰۵                                     | ۱٫۰۴             | ۱٫۰۰               | ۰٫۷۵               | ۰٫۹۷     | ۱٫۰۵                              |
| جزایر ویرجین ایالات متحده | ۱٫۰۶                                     | ۱٫۰۳             | ۰٫۸۸               | ۰٫۸۲               | ۰٫۹      | ۱٫۰۶                              |
| اروگوئه                   | ۱٫۰۴                                     | ۱٫۰۳             | ۰٫۹۹               | ۰٫۶۷               | ۰٫۹۵     | ۱٫۰۵                              |
| ازبکستان                  | ۱٫۰۶                                     | ۱٫۰۵             | ۰٫۹۹               | ۰٫۷۵               | ۰٫۹۹     | ۱٫۰۵                              |
| وانواتو                   | ۱٫۰۵                                     | ۱٫۰۴             | ۱٫۰۴               | ۱٫۰۶               | ۱٫۰۴     | ۱٫۰۷                              |
| ونزوئلا                   | ۱٫۰۵                                     | ۱٫۰۳             | ۰٫۹۷               | ۰٫۸                | ۰٫۹۸     | ۱٫۰۵                              |
| ویتنام                    | ۱٫۱۲                                     | ۱٫۱              | ۰٫۹۹               | ۰٫۶۳               | ۰٫۹۸     | ۱٫۰۵                              |
| والیس و فوتونا            | ۱٫۰۵                                     | ۱٫۱۱             | ۱                  | ۰٫۸۳               | ۱٫۰۱     |                                   |
| کرانه باختری              | ۱٫۰۶                                     | ۱٫۰۵             | ۱٫۰۵               | ۰٫۷۱               | ۱٫۰۴     | ۱٫۰۵                              |
| صحرای غربی                | ۱٫۰۴                                     | ۱٫۰۳             | ۰٫۹۷               | ۰٫۷۳               | ۰٫۹۹     |                                   |
| یمن                       | ۱٫۰۵                                     | ۱٫۰۴             | ۱٫۰۳               | ۰٫۹۲               | ۱٫۰۳     | ۱٫۰۵                              |
| زامبیا                    | ۱٫۰۳                                     | ۱٫۰۱             | ۱                  | ۰٫۷                | ۱        | ۱٫۰۳                              |
| زیمبابوه                  | ۱٫۰۳                                     | ۱٫۰۲             | ۰٫۸۱               | ۰٫۷۸               | ۰٫۹۱     | ۱٫۰۲                              |